# パトリシオ・オワード
パトリシオ・"パト"・オワード・フンコ（Patricio "Pato" O'Ward Junco, 1999年5月6日 - ）は、メキシコ・ヌエボ・レオン州モンテレイ出身のレーシングドライバー。2018年のインディ・ライツのチャンピオン。

## 経歴

### カート～スポーツカー

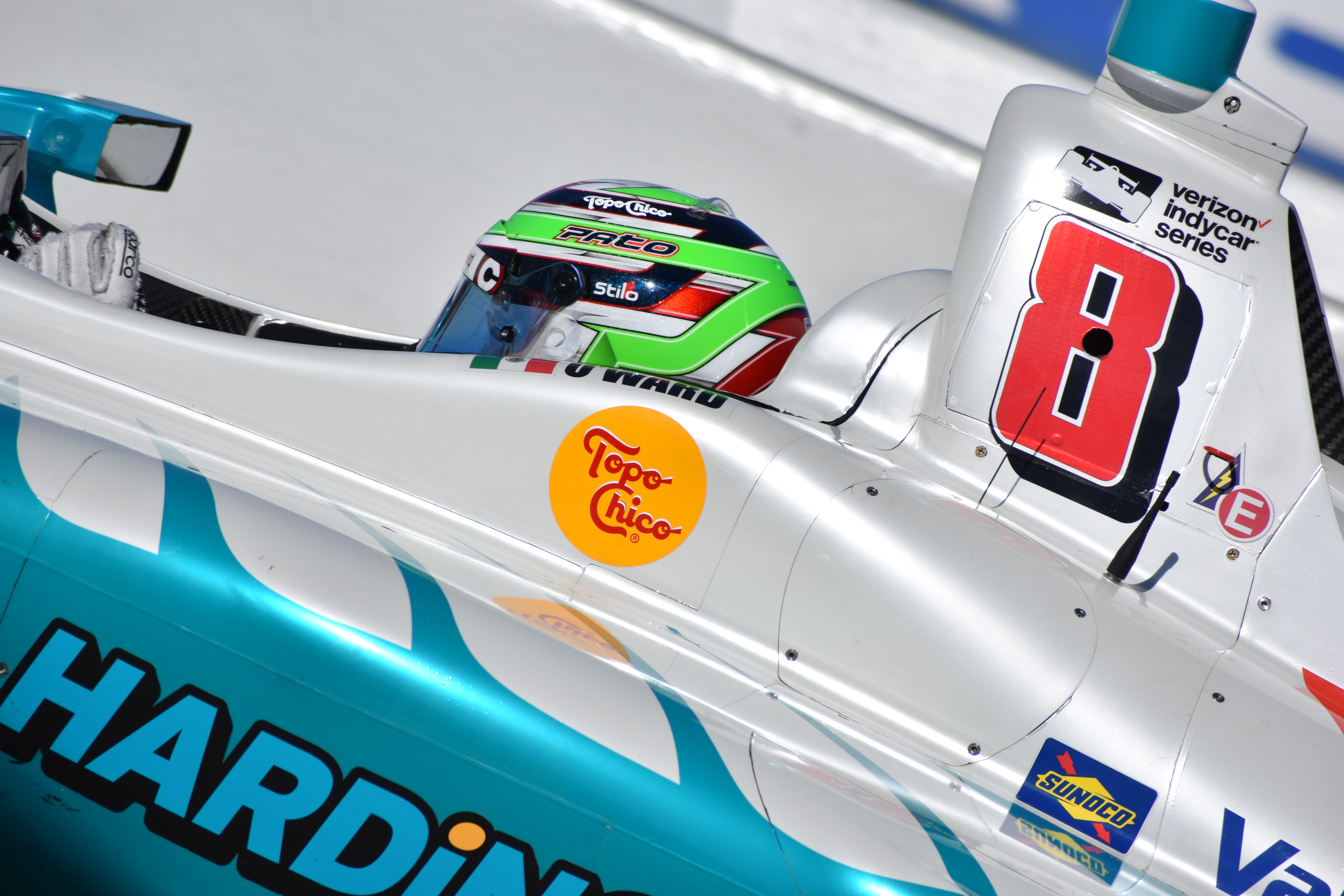
オワードは2018年のソノマでの予選中にピットにて、インディカーデビューで5位を獲得

オワードは2005年の終わりにレーシングカートでのキャリアを開始し、2012年まで継続した。 
2013年、ラタムフォルムラ2000、フォーミュラルノー1.6 NEC、パシフィックフォーミュラF2000でオープンホイールレースに出場した。 2014年にフランスに渡り、フランスF4選手権に出場した。
2015年、オワードはチーム ペルフリーと共にプロ・マツダ チャンピオンシップにデビューし2016年まで参戦。 2017年、PCクラスのパフォーマンステック・モータースポーツとウェザーテックスポーツカー選手権に出場した。オワードと彼のコ・ドライバーは、PCクラスで2017年のロレックス24時間レースとセブリング12時間レースで優勝。オワードはこの時17歳で、両方のレースに勝った最年少ドライバーとなった。オワードと彼のチームは、2017年のチャンピオンシップと北米耐久カップ（NAEC）で優勝した。
2018年、アンドレッティ・オートスポーツと契約し、インディ・ライツにフル参戦。全17戦のうち9レースで優勝し、ルーキー・オブ・ザ・イヤーとドライバーズチャンピオンシップのダブルタイトルを獲得。この活躍にレッドブルがオワードを注視し始めた。

### レッドブル・ジュニアチーム
2019年5月、オワードはレッドブル・ジュニア・チームと契約し、翌月、マハーヴィーラ・ラフナサンに代わりFIA F2選手権でレッドブル・リンクに参戦した。そして7月になると日本に渡り、スーパーフォーミュラでレッドブルが提携しレッドブル育成ドライバーを送り込んでいたチーム・無限から参戦していたダニエル・ティクトゥムに代わり、第4戦富士ラウンドよりスーパーフォーミュラに参戦した。中野信治監督のもと、第6戦岡山では6位に入賞した。
しかし、FIAがインディライツシリーズの成績に付与するスーパーライセンスポイントを減らす変更を決定し、オワードのライセンスポイントは翌2020年のF1に参戦するために必要なポイントを満たさないことになり、そのため2019年以降はレッドブルより放出されることになった。これを受けオワードはインディカーシリーズに参戦する意向を示したため、レッドブルのヘルムート・マルコ博士は10月、レッドブルとオワードの契約を早期解除することに合意した。これによりスーパーフォーミュラへの参戦も最終戦に参加せず終了となった。

### インディカーシリーズ

#### 2018年
インディライツのタイトルを獲得してから2週間後、オワードはソノマ・レースウェイで2回目のハーディングレーシングエントリーでインディカー・シリーズデビューを果たし、予選を5位、決勝レースを9位でフィニッシュした。これは彼をデビッド・マルティネスと結びつけ、アメリカのオープンホイールレースでメキシコ人ドライバーによるデビューで最高位を達成した。

#### 2019年
2019年、オワードはハーディング・スタインブレナーレーシングと契約し、コルトン・ハータとのルーキーコンビでインディカーフル参戦が決定していた。ナンバー8がオワード、88がハータという事まで決定していたが、開幕前にスポンサーの問題が生じ、チームの2台目のエンジンリースはインディアナポリス500のみの契約であることが明らかになった。このためチームはオワードのフルエントリーをサポートできなくなり、2月11日にチームから契約の無効を伝えられた。
その後3月7日、オワードはカーリンとパートタイム契約を結び、2019年インディカーシーズンの13レースで参戦する契約を結んだ。オワードは、12レースでカーリンの2番目のエントリーカーをドライブし、インディアナポリス500ではカーリンの3番目の車をドライブする計画であったが、マクラーレンレーシングからインディ500に参戦するフェルナンド・アロンソ用にカーリンが車を用意することになり、それにはオワードの乗る予定の3番目の車が使用されることになり、インディ500への出場は断念することになった。結局5月にオワードとレッドブルの間で新たな契約調印が締結されたためにオワードはF2とスーパーフォーミュラへの参戦が優先され、3月の契約で調印したインディカー参戦計画13戦のうち8戦の参戦にとどまった。同年のインディカーでの最高位はサーキット・オブ・ジ・アメリカズでの8位フィニッシュで、インディカーシリーズ年間順位は26位となった。
前述のレッドブル・ジュニア入りによるF2と日本のスーパーフォーミュラへの参戦を経て、FIAスーパーライセンスポイント制度の変更の影響よりレッドブルとの契約が解除されたあとの同年10月30日、オワードは新しく2020年シーズンのアローマクラーレンSPとの契約にサインし、インディカーにフル参戦で戻ることが発表された。

#### 2020年
オワードは力強いシーズンスタートを切り、ロードアメリカのレース2を2位、アイオワレース1を4位でフィニッシュした。彼は、インディ500（COVIDのために8月に開催）に向けて総合ポイントランキングで4位となっていた。オワードは初のインディアナポリス500で0ルーキー・オブ・ザ・イヤーを受賞した。ワールド・ワイド・テクノロジー・レースウェイ・アット・ゲートウェイのダブルヘッダーで表彰台を獲得。
シーズン中盤戦のミッドオハイオ・スポーツカーコースで9位と11位、ハーベストGPレースで一時3位まで順位を上げ、5位でゴール。アロー・マクラーレンとの翌年の契約に署名した後、彼はサンクトペテルブルクでのシーズン最終戦で2位表彰台を獲得、シリーズランキング4位となった。

#### 2021年
オワードはフェリックス・ローゼンクヴィストと組んで、アロー・マクラーレンSPから継続参戦。開幕戦バーバーモータースポーツパークで幸先よくポールポジションを獲得したが、戦略が不十分だったため、決勝レースは5位でレースを終えた。しかし第4戦テキサス・レース2でインディカー初優勝を挙げ、以後安定して上位の成績を残し第13戦終了時にはポイントリーダーに立つなど、アレックス・パロウ、ジョセフ・ニューガーデン、スコット・ディクソンとシリーズチャンピオン争いを展開。最終的にシリーズランキング3位を獲得する。

#### 2022年
引き続きアロー・マクラーレンから参戦。第4戦アラバマでシーズン初勝利を挙げ、第12戦アイオワ・レース2で2勝目と前年に続いてトップランカーとして争うも、トラブルによるポイントの取りこぼしもあり、シーズンランキングは前年より下がり7位となった。
この年の10月にはマクラーレンの計らいによりF1アメリカグランプリ前週にミカ・ハッキネンのアドバイスを受けながら1990年代の名車であるマクラーレン・MP4/5Bをデモランさせ、F1第22戦（最終戦）アブダビGPの金曜FP1ではマクラーレン・MCL36での走行を担当。
F1公式セッションへデビューした。

#### 2023年
アロー・マクラーレンに残留し、ローゼンクヴィストと、アンドレッティ・オートスポーツから移籍加入したアレクサンダー・ロッシとの3台体制となる。開幕から2戦連続で2位表彰台を獲得し、第6戦までにポールポジション、ファステストラップも記録。ポイントランキングでもトップ4をキープし続け、最終戦を終えて4回の2位、3回の3位と表彰台の常連として安定した結果を残す。しかし優勝だけは無いシーズンとなり、ランキング4位となった。チーム内ではランキング最上位であった。

#### 2024年
アロー・マクラーレンでの5シーズン目を迎える。インディカー参戦と並行して、マクラーレンF1のリザーブドライバーを務める。

## エピソード
自身のあだ名でもある「パト(pato)」がスペイン語で「アヒル」を意味することから自身を表すロゴの一つとして使用している。ヘルメットやアパレルグッズ、ファンサービスやイベントの一環としてオワード自身もぬいぐるみなどのアヒルグッズを着用している。

## レース戦績

### 略歴
| 年      | シリーズ                                        | チーム                                   | レース | 勝利 | PP | FL | 表彰台 | ポイント | 順位 |
| ------- | ----------------------------------------------- | ---------------------------------------- | ------ | ---- | -- | -- | ------ | -------- | ---- |
| 2013    | パシフィック・フォーミュラ2000（英語版）        | デイヴ・フレイタス・レーシング           | 5      | 4    | 2  | 5  | 5      | 165      | 5位  |
| 2013    | フォーミュラ・ルノー1.6 NEC                     | プロヴィリー・レーシング                 | 6      | 0    | 0  | 0  | 0      | 117      | 7位  |
| 2013    | ラタム・フォーミュラ2000（英語版）              | パラダイス・レーシング                   | 6      | 0    | 0  | 0  | 0      | 44       | 12位 |
| 2014    | フランス・F4選手権（英語版）                    | オート・スポーツ・アカデミー（英語版）   | 15     | 1    | 0  | 0  | 2      | 143      | 7位  |
| 2015    | プロ・マツダ選手権                              | チーム・ペルフリー（英語版）             | 16     | 0    | 0  | 1  | 3      | 250      | 6位  |
| 2015-16 | NACAM・フォーミュラ4選手権（英語版）            | マルティガ・EG                           | 12     | 6    | 2  | 5  | 11     | 247      | 3位  |
| 2016    | プロ・マツダ選手権                              | チーム・ペルフリー                       | 16     | 7    | 5  | 8  | 9      | 393      | 2位  |
| 2016    | マツダ・プロトタイプ・ライツ（英語版）          | パフォーマンス・テック・モータースポーツ | 2      | 0    | 0  | 0  | 1      | 32       | 16位 |
| 2017    | インディ・ライツ                                | チーム・ペルフリー                       | 4      | 0    | 0  | 0  | 1      | 58       | 15位 |
| 2017    | IMSA・スポーツカー選手権 - PC                   | パフォーマンス・テック・モータースポーツ | 8      | 7    | 0  | 8  | 8      | 283      | 1位  |
| 2017    | ノース・アメリカン・エンデュランス・カップ - PC | パフォーマンス・テック・モータースポーツ | 4      | 3    | 0  | 4  | 4      | 56       | 1位  |
| 2018    | インディ・ライツ                                | アンドレッティ・オートスポーツ           | 17     | 9    | 9  | 4  | 13     | 491      | 1位  |
| 2018    | IMSA・スポーツカー選手権 - プロトタイプ         | パフォーマンス・テック・モータースポーツ | 2      | 0    | 0  | 0  | 0      | 41       | 41位 |
| 2018    | インディカー・シリーズ                          | ハーディング・レーシング（英語版）       | 1      | 0    | 0  | 0  | 0      | 44       | 31位 |
| 2018    | IMSA・プロトタイプ・チャレンジ - LMP3（英語版） | チャールズ・ウィヒト・レーシング         | 1      | 1    | 0  | 0  | 1      | 35       | 30位 |
| 2019    | インディカー・シリーズ                          | カーリン                                 | 7      | 0    | 0  | 1  | 0      | 115      | 26位 |
| 2019    | スーパーフォーミュラ                            | Team Mugen                               | 3      | 0    | 0  | 0  | 0      | 3        | 18位 |
| 2019    | FIA フォーミュラ2選手権（英語版）               | MP・モータースポーツ（英語版）           | 2      | 0    | 0  | 0  | 0      | 0        | 26位 |
| 2020    | インディカー・シリーズ                          | アロー・マクラーレン・SP（英語版）       | 14     | 0    | 1  | 1  | 4      | 416      | 4位  |
| 2021    | インディカー・シリーズ                          | アロー・マクラーレン・SP（英語版）       | 16     | 2    | 3  | 2  | 5      | 487      | 3位  |
| 2022    | インディカー・シリーズ                          | アロー・マクラーレン・SP（英語版）       | 17     | 2    | 1  | 2  | 4      | 480      | 7位  |
| 2022    | IMSA・スポーツカー選手権 - LMP2                 | ドラゴンスピード・USA（英語版）          | 1      | 1    | 0  | 0  | 1      | 0        | NC†  |
| 2023    | インディカー・シリーズ                          | アロー・マクラーレン（英語版）           | 17     | 0    | 0  | 1  | 7      | 484      | 4位  |
| 2024    | インディカー・シリーズ                          | アロー・マクラーレン（英語版）           | 6      | 1    | 0  | 0  | 2      | 160      | 4位* |
| 2024    | IMSA・スポーツカー選手権 - LMP2                 | ユナイテッド・オートスポーツ・USA        | 1      | 0    | 1  | 0  | 0      | 285      | 5位* |

- † : ポイントはミシュラン・エンデュランス・カップのみ有効であり、LMP2・チャンピオンシップ全体にはカウントされない。
- * : 現状の今シーズン順位。

### フランス・F4選手権
| 年                | 1     | 2     | 3     | 4     | 5     | 6     | 7       | 8       | 9       | 10      | 11        | 12       | 13      | 14      | 15      | 16      | 17      | 18      | 19      | 20      | 21      | ランク | ポイント |
| ----------------- | ----- | ----- | ----- | ----- | ----- | ----- | ------- | ------- | ------- | ------- | --------- | -------- | ------- | ------- | ------- | ------- | ------- | ------- | ------- | ------- | ------- | ------ | -------- |
| 2014年 （英語版） | LMS 1 | LMS 2 | LMS 3 | PAU 1 | PAU 2 | PAU 3 | VDV 1 4 | VDV 2 5 | VDV 3 5 | MAG 1 5 | MAG 2 Ret | MAG 3 11 | NOG 1 4 | NOG 2 6 | NOG 3 5 | JER 1 3 | JER 2 8 | JER 3 5 | LEC 1 7 | LEC 2 1 | LEC 3 5 | 7位    | 143      |

- 太字はポールポジション、斜字はファステストラップ。(key)

### アメリカン・オープン＝ホイール・レーシング

#### プロ・マツダ選手権
| 年                | チーム                        | 1     | 2      | 3     | 4     | 5     | 6     | 7     | 8      | 9     | 10    | 11    | 12    | 13    | 14    | 15     | 16     | 17    | ランク | ポイント |
| ----------------- | ----------------------------- | ----- | ------ | ----- | ----- | ----- | ----- | ----- | ------ | ----- | ----- | ----- | ----- | ----- | ----- | ------ | ------ | ----- | ------ | -------- |
| 2015年 （英語版） | チーム・ペルフリー （英語版） | STP 4 | STP 14 | LOU 4 | LOU C | BAR 5 | BAR 7 | IMS 6 | IMS 10 | IMS 5 | LOR 7 | TOR 2 | TOR 3 | IOW 3 | MOH 7 | MOH 6  | LAG 18 | LAG 6 | 6位    | 250      |
| 2016年 （英語版） | チーム・ペルフリー （英語版） | STP 1 | STP 2  | BAR 1 | BAR 1 | IMS 1 | IMS 1 | LOR 1 | ROA 4  | ROA 4 | TOR 9 | TOR 2 | MOH 7 | MOH 4 | LAG 1 | LAG 10 | LAG 6  |       | 2位    | 393      |

- 太字はポールポジション、斜字はファステストラップ。(key)

#### インディ・ライツ
| 年                | チーム                         | 1     | 2     | 3     | 4      | 5     | 6     | 7      | 8     | 9     | 10    | 11    | 12    | 13    | 14    | 15    | 16    | 17    | ランク | ポイント |
| ----------------- | ------------------------------ | ----- | ----- | ----- | ------ | ----- | ----- | ------ | ----- | ----- | ----- | ----- | ----- | ----- | ----- | ----- | ----- | ----- | ------ | -------- |
| 2017年 （英語版） | チーム・ペルフリー （英語版）  | STP 5 | STP 3 | ALA 8 | ALA 15 | IMS   | IMS   | INDY   | ROA   | ROA   | IOW   | TOR   | TOR   | MDO   | MDO   | GMP   | WGL   |       | 15位   | 58       |
| 2018年 （英語版） | アンドレッティ・オートスポーツ | STP 1 | STP 7 | ALA 1 | ALA 1  | IMS 4 | IMS 7 | INDY 2 | ROA 2 | ROA 4 | IOW 1 | TOR 1 | TOR 2 | MDO 1 | MDO 1 | GTW 3 | POR 1 | POR 1 | 1位    | 491      |

- 太字はポールポジション、斜字はファステストラップ。(key)

#### インディカー・シリーズ
| 年     | チーム                              | シャシー                  | No. | エンジン | 1      | 2       | 3      | 4      | 5      | 6        | 7      | 8      | 9      | 10     | 11     | 12     | 13     | 14     | 15     | 16     | 17     | 18    | ランク | ポイント |
| ------ | ----------------------------------- | ------------------------- | --- | -------- | ------ | ------- | ------ | ------ | ------ | -------- | ------ | ------ | ------ | ------ | ------ | ------ | ------ | ------ | ------ | ------ | ------ | ----- | ------ | -------- |
| 2018年 | ハーディング・レーシング （英語版） | ダラーラ・DW12 （英語版） | 8   | シボレー | STP    | PHX     | LBH    | ALA    | IMS    | INDY     | DET    | DET    | TXS    | ROA    | IOW    | TOR    | MDO    | POC    | GTW    | POR    | SNM 9  |       | 31位   | 44       |
| 2019年 | カーリン                            | ダラーラ・DW12 （英語版） | 31  | シボレー | STP    | COA 8   | ALA 16 | LBH 12 | IMS 19 | INDY DNQ | DET 14 | DET 11 | TXS    | ROA 17 | TOR    | IOW    | MDO    | POC    | GTW    | POR    | LAG    |       | 26位   | 115      |
| 2020年 | アロー・マクラーレン・SP （英語版） | ダラーラ・DW12 （英語版） | 5   | シボレー | TXS 12 | IMS 8   | ROA 8  | ROA 2  | IOW 4  | IOW 12   | INDY 6 | GTW 3  | GTW 2  | MDO 11 | MDO 9  | IMS 22 | IMS 5  | STP 2  |        |        |        |       | 4位    | 416      |
| 2021年 | アロー・マクラーレン・SP （英語版） | ダラーラ・DW12 （英語版） | 5   | シボレー | ALA 4  | STP 19  | TXS 3  | TXS 1  | IMS 15 | INDY 4   | DET 3  | DET 1  | ROA 9  | MDO 8  | NSH 13 | IMS 5  | GTW 2  | POR 14 | LAG 5  | LBH 27 |        |       | 3位    | 487      |
| 2022年 | アロー・マクラーレン・SP （英語版） | ダラーラ・DW12 （英語版） | 5   | シボレー | STP 12 | TXS 15  | LBH 5  | ALA 1  | IMS 19 | INDY 2   | DET 5  | ROA 26 | MDO 24 | TOR 11 | IOW 2  | IOW 1  | IMS 12 | NSH 24 | GTW 4  | POR 4  | LAG 8  |       | 7位    | 480      |
| 2023年 | アロー・マクラーレン （英語版）     | ダラーラ・DW12 （英語版） | 5   | シボレー | STP 2  | TXS 2   | LBH 17 | ALA 4  | IMS 2  | INDY 24  | DET 25 | ROA 3  | MDO 8  | TOR 8  | IOW 3  | IOW 10 | NSH 8  | IMS 3  | GTW 2  | POR 4  | LAG 9  |       | 4位    | 484      |
| 2024年 | アロー・マクラーレン （英語版）     | ダラーラ・DW12 （英語版） | 5   | シボレー | STP 1  | THE DNQ | LBH 16 | ALA 23 | IMS 13 | INDY 2   | DET 7  | ROA 8  | LAG 8  | MDO 1  | IOW 2  | IOW 6  | TOR 17 | GTW 26 | POR 15 | MIL 1  | MIL 24 | NSH 2 | 5位    | 460      |

- 太字はポールポジション、斜字はファステストラップ。(key)
- * : 現状の今シーズン順位。

#### インディアナポリス500
| 年                | シャシー | エンジン | スタート | フィニッシュ | チーム                              |
| ----------------- | -------- | -------- | -------- | ------------ | ----------------------------------- |
| 2019年 （英語版） | ダラーラ | シボレー | DNQ      | DNQ          | カーリン                            |
| 2020年 （英語版） | ダラーラ | シボレー | 15位     | 6位          | アロー・マクラーレン・SP （英語版） |
| 2021年 （英語版） | ダラーラ | シボレー | 12位     | 4位          | アロー・マクラーレン・SP （英語版） |
| 2022年 （英語版） | ダラーラ | シボレー | 7位      | 2位          | アロー・マクラーレン・SP （英語版） |
| 2023年 （英語版） | ダラーラ | シボレー | 8位      | 24位         | アロー・マクラーレン （英語版）     |
| 2024年 （英語版） | ダラーラ | シボレー | 8位      | 2位          | アロー・マクラーレン （英語版）     |

### IMSA・スポーツカー選手権
| 年     | エントラント                             | クラス | シャシー                 | エンジン                | 1      | 2      | 3     | 4     | 5     | 6     | 7     | 8     | 9   | 10  | ランク | ポイント |
| ------ | ---------------------------------------- | ------ | ------------------------ | ----------------------- | ------ | ------ | ----- | ----- | ----- | ----- | ----- | ----- | --- | --- | ------ | -------- |
| 2017年 | パフォーマンス・テック・モータースポーツ | PC     | オレカ・FLM09 （英語版） | シボレー LS3 6.2 L V8   | DAY 1  | SEB 1  | COA 1 | DET 1 | WGL 1 | MOS 1 | ELK 1 | PET 3 |     |     | 1位    | 283      |
| 2018年 | パフォーマンス・テック・モータースポーツ | P      | オレカ・07               | ギブソン GK428 4.2 L V8 | DAY 8  | SEB 13 | LBH   | MDO   | DET   | WGL   | MOS   | ELK   | LGA | PET | 41位   | 41       |
| 2022年 | ドラゴンスピード・USA （英語版）         | LMP2   | オレカ・07               | ギブソン GK428 4.2 L V8 | DAY 1† | SEB    | LGA   | MDO   | WGL   | ELK   | PET   |       |     |     | NC†    | 0†       |
| 2024年 | ユナイテッド・オートスポーツ・USA        | LMP2   | オレカ・07               | ギブソン GK428 4.2 L V8 | DAY 5  | SEB    | WGL   | MOS   | ELK   | IMS   | PET   |       |     |     | 5位*   | 285*     |

- 太字はポールポジション、斜字はファステストラップ。(key)
- † : ポイントはミシュラン・エンデュランス・カップのみ有効であり、LMP2・チャンピオンシップ全体にはカウントされない。
- * : 現状の今シーズン順位。

### FIA フォーミュラ2選手権
| 年     | エントラント                    | 1       | 2       | 3       | 4       | 5       | 6       | 7       | 8       | 9       | 10      | 11         | 12         | 13      | 14      | 15      | 16      | 17      | 18      | 19      | 20      | 21      | 22      | 23      | 24      | DC   | ポイント |
| ------ | ------------------------------- | ------- | ------- | ------- | ------- | ------- | ------- | ------- | ------- | ------- | ------- | ---------- | ---------- | ------- | ------- | ------- | ------- | ------- | ------- | ------- | ------- | ------- | ------- | ------- | ------- | ---- | -------- |
| 2019年 | MP・モータースポーツ （英語版） | BHR FEA | BHR SPR | BAK FEA | BAK SPR | CAT FEA | CAT SPR | MON FEA | MON SPR | LEC FEA | LEC SPR | RBR FEA 19 | RBR SPR 14 | SIL FEA | SIL SPR | HUN FEA | HUN SPR | SPA FEA | SPA SPR | MNZ FEA | MNZ SPR | SOC FEA | SOC SPR | YMC FEA | YMC SPR | 26位 | 0        |

- 太字はポールポジション、斜字はファステストラップ。(key)

### スーパーフォーミュラ
| 年     | エントラント | エンジン | 1   | 2   | 3   | 4      | 5      | 6     | 7   | DC   | ポイント |
| ------ | ------------ | -------- | --- | --- | --- | ------ | ------ | ----- | --- | ---- | -------- |
| 2019年 | Team Mugen   | ホンダ   | SUZ | AUT | SUG | FUJ 14 | MOT 14 | OKA 6 | SUZ | 18位 | 3        |

- 太字はポールポジション、斜字はファステストラップ。(key)

### フォーミュラ1
| 年     | エントラント | シャシー | エンジン                              | 1   | 2   | 3   | 4   | 5   | 6   | 7   | 8   | 9   | 10  | 11  | 12  | 13  | 14  | 15  | 16  | 17  | 18  | 19  | 20     | 21  | 22     | 23  | 24  | WDC | ポイント |
| ------ | ------------ | -------- | ------------------------------------- | --- | --- | --- | --- | --- | --- | --- | --- | --- | --- | --- | --- | --- | --- | --- | --- | --- | --- | --- | ------ | --- | ------ | --- | --- | --- | -------- |
| 2022年 | マクラーレン | MCL36    | メルセデス M13 E Performance V6 t     | BHR | SAU | AUS | EMI | MIA | ESP | MON | AZE | CAN | GBR | AUT | FRA | HUN | BEL | NED | ITA | SIN | JPN | USA | MXC    | SÃO | ABU TD |     |     | -   | -        |
| 2023年 | マクラーレン | MCL60    | メルセデス M14 E Performance V6 t     | BHR | SAU | AUS | AZE | MIA | MON | ESP | CAN | AUT | GBR | HUN | BEL | NED | ITA | SIN | JPN | QAT | USA | MXC | SÃO    | LVG | ABU TD |     |     | -   | -        |
| 2024年 | マクラーレン | MCL38    | メルセデス M15 E Performance 1.6 V6 t | BHR | SAU | AUS | JPN | CHN | MIA | EMI | MON | CAN | ESP | AUT | GBR | HUN | BEL | NED | ITA | AZE | SIN | USA | MXC TD | SÃO | LVG    | QAT | ABU | -   | -        |

- 太字はポールポジション、斜字はファステストラップ。(key)